# Rhyacophila kawachenpa
Rhyacophila kawachenpa is een schietmot uit de familie Rhyacophilidae. 
De soort komt voor in het Oriëntaals gebied.